# Ulmaceae

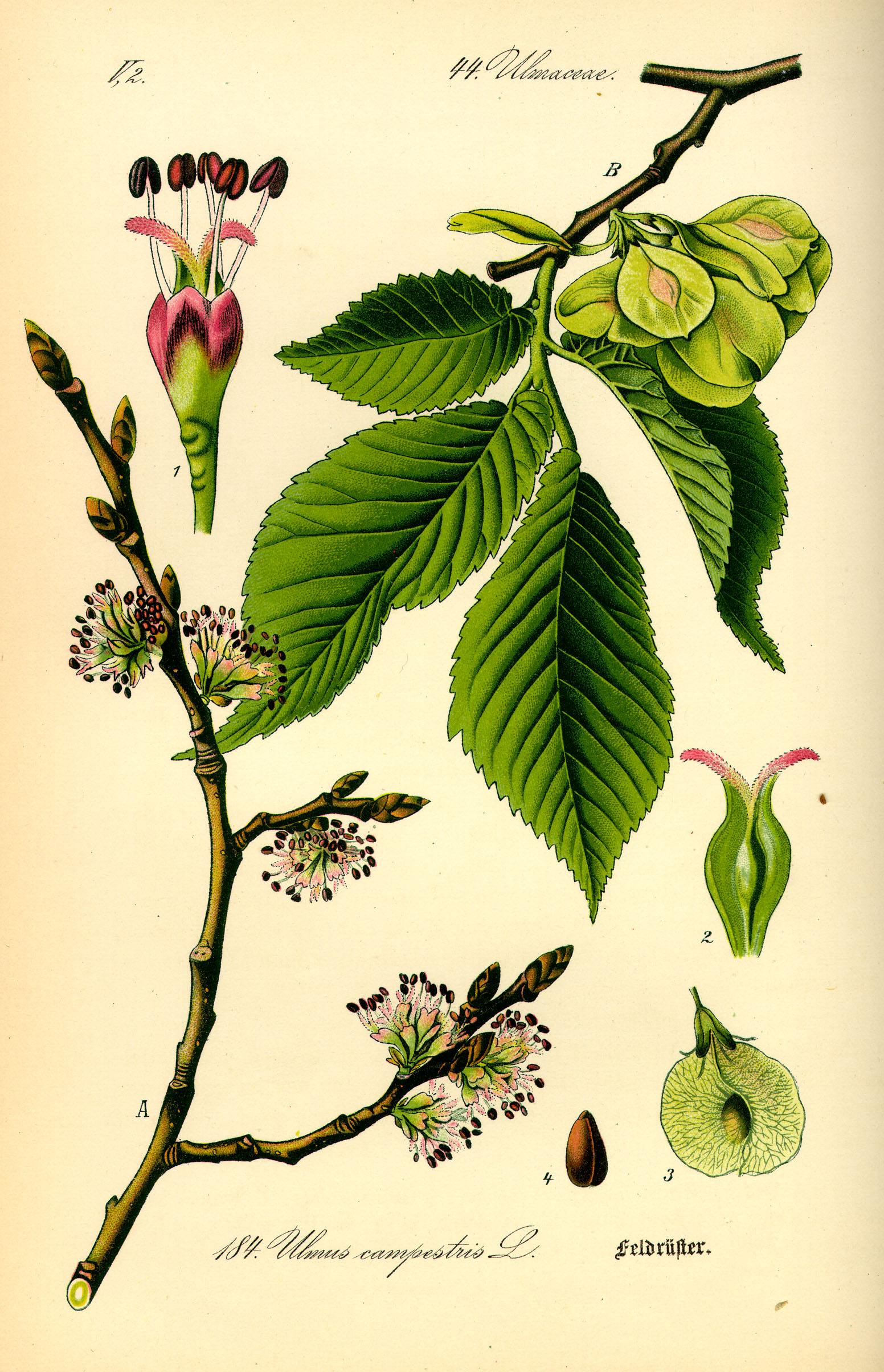
Ilustração mostrando Ulmus minor.

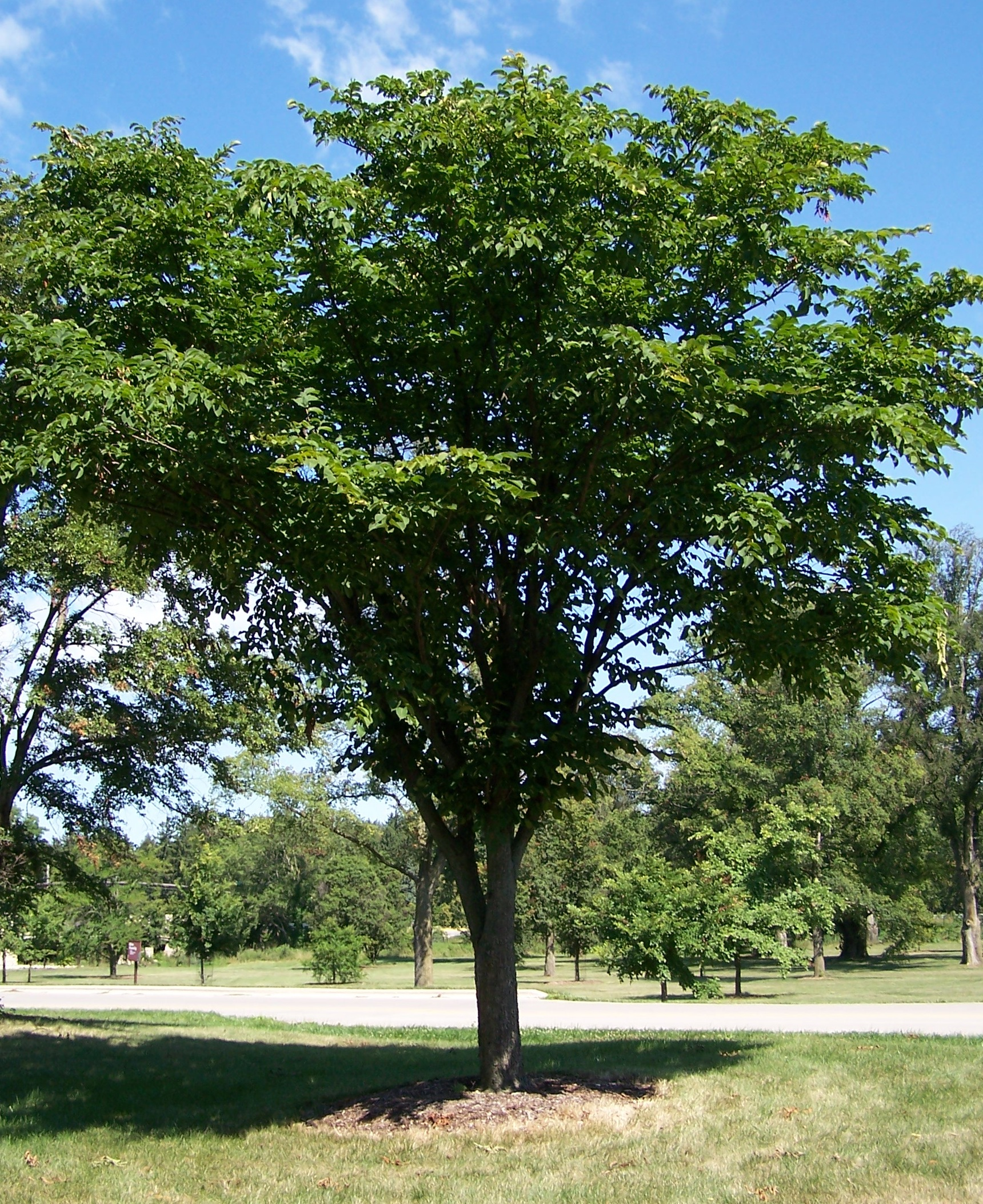
Hábito de Ulmus laciniata (no Morton Arboretum).

Ulmaceae é uma família de plantas com flor pertencente à ordem Rosales, que inclui 30 a 35 espécies classificadas em 7 géneros. A família, que inclui árvores como os ulmeiros (género Ulmus) e as zelkovas (género Zelkova), está amplamente distribuída pelas regiões temperadas do Hemisfério Norte e tem presença dispersa em outras regiões, com excepção da Australásia. Várias espécies são cultivadas como árvores ornamentais e para produção de madeira.

## Descrição

### Morfologia
A família Ulmaceae agrupa vários géneros de com espécies maioritariamente arbóreas, algumas de grande porte (mesofanerófitos e megafanerófitos), raramente arbustos, quase sempre caducifólias (raramente perenifólias) caracterizadas pela presença de substâncias mucilaginosas nas folhas e tecido do ritidoma (casca).
As folhas são geralmente de filotaxia alternada, usualmente em duas linhas dispostas ao longo dos ramos. As lâminas foliares são simples (não compostas), com margens geralmente serrilhadas, mas nalgumas espécies lisas ou variadas, geralmente com a base da lâmina assimétrica. As folhas apresentam estípulas bem desenvolvidas.
As flores são pequenas, hermafroditas ou unissexuais, ocorrendo isoladamente ou em inflorescências de diferentes tipos. O perianto tem em geral entre 4 e 8 (mas nalguns casos de 2 a 15) estames sépalas livres e igual número de estames férteis também livres. A maioria das espécies apresenta dois, raramente três, carpelos fundidos a um ovário súpero. A polinização é feita pelo vento (anemofilia).
O fruto é uma sâmara indeiscente, geralmente com estrutura alar bem desenvolvida, ou uma noz ou uma drupa. São frutos secos em que os dois carpelos que constituíam o ovário consiste se separam na maturação do fruto. A propagação do diásporo é feita pelo vento (anemocoria).

### Usos
O género Ulmus inclui espécies importantes para a produção de  madeira, utilizada principalmente para marcenaria. A espécie Planera aquatica é também considerada produtora de madeira de excelente qualidade.
A espécie Ulmus rubra é uma planta medicinal cuja casca interior é considerada como demulcente.
Várias espécies dos géneros Planera, Ulmus e Zelkova são utilizadas como plantas ornamentais, particularmente como árvore de sombra em ambientes citadinos.

### Distribuição
A família agrega géneros cuja área de distribuição natural se concentra maioritariamente nas regiões de clima temperado do Hemisfério Norte. O principal centro de diversidade está no oeste da Eurásia.
Algumas espécies ocorrem no leste da América do Norte e outras no sul da Ásia Central e no Extremo Oriente. A família está ausente da América do Sul, da América Central, da África e da Austrália, com excepção do género Ampelocera Klotzsch, com 3 espécies distribuídas pela região Neotropical, e do género Holoptelea Planch. com 2 espécies na África.
Na Europa são mais frequentes as espécies Ulmus glabra, Ulmus laevis, Ulmus minor e Ulmus procera.

## Filogenia e taxonomia

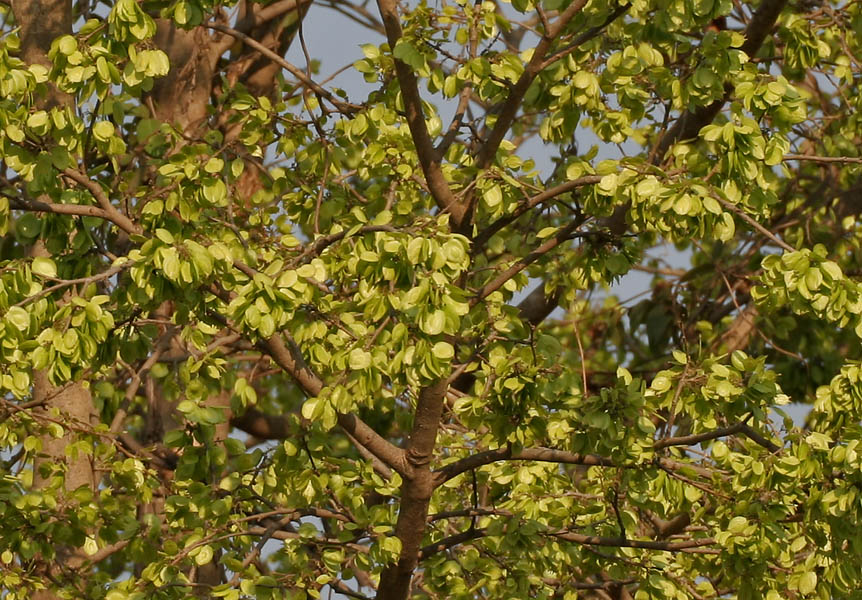
Haste com sâmaras de Holoptelea integrifolia.

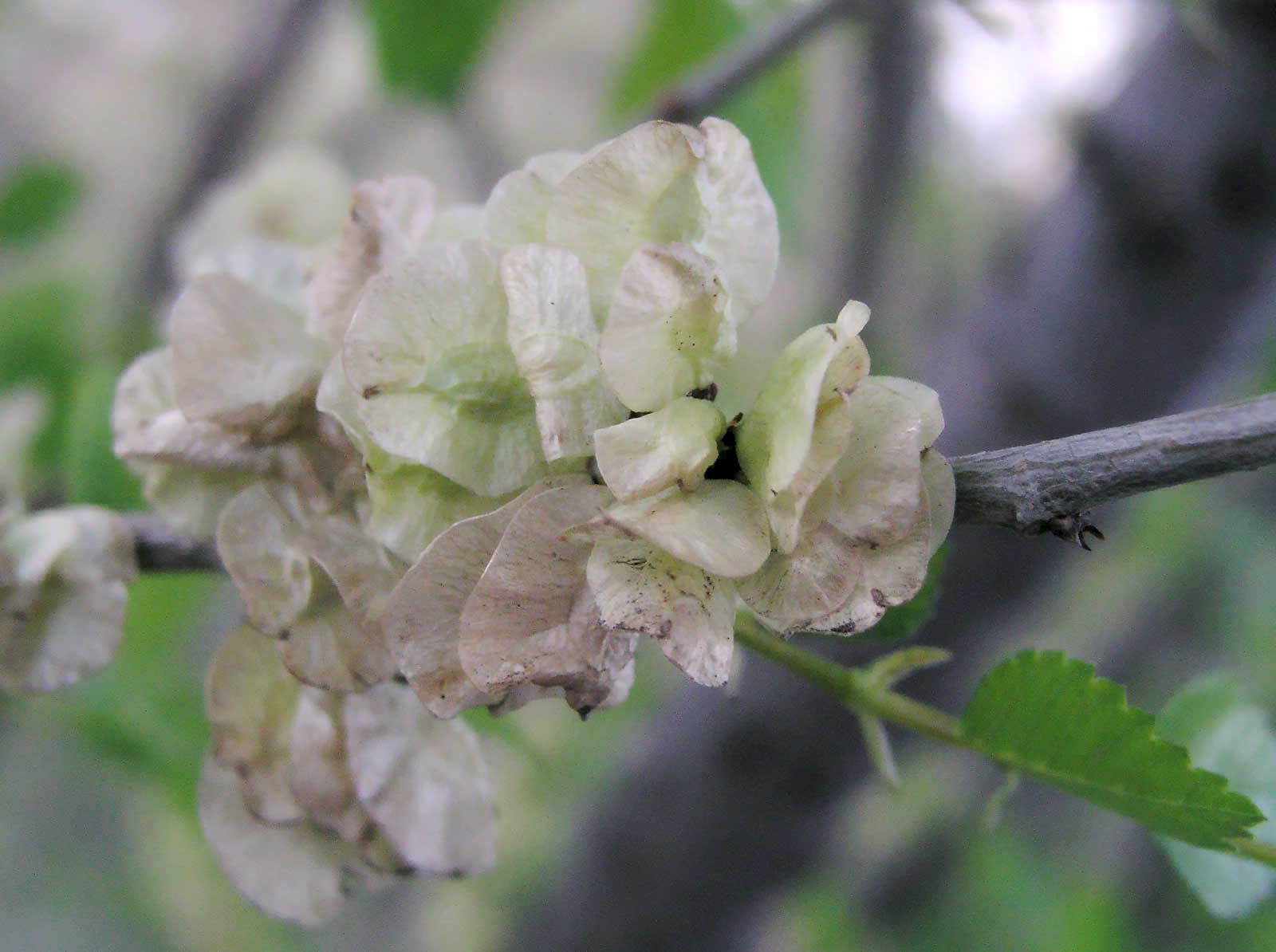
Sâmaras de Ulmus pumila.

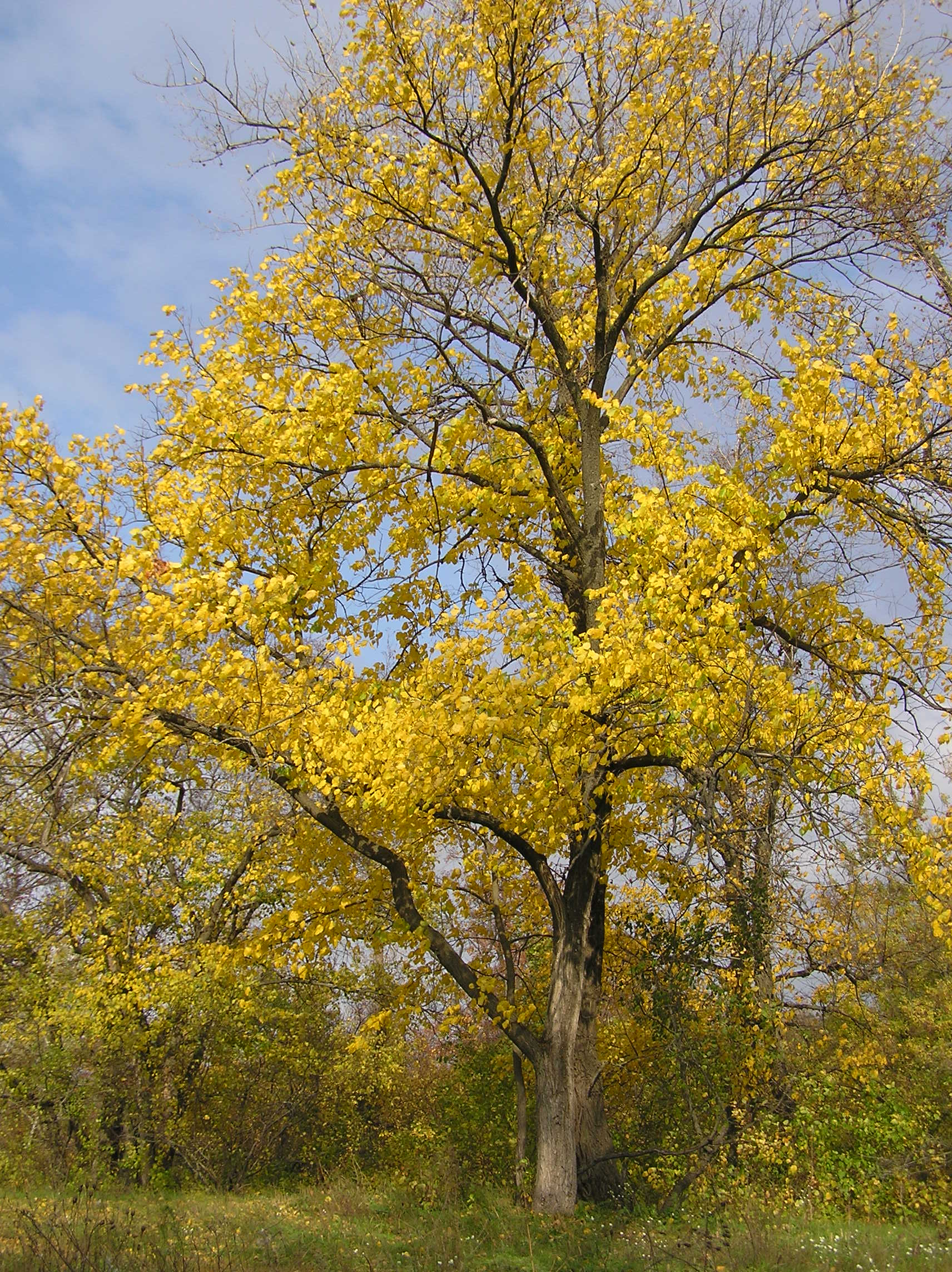
Ulmus laevis com folhagem outonal.

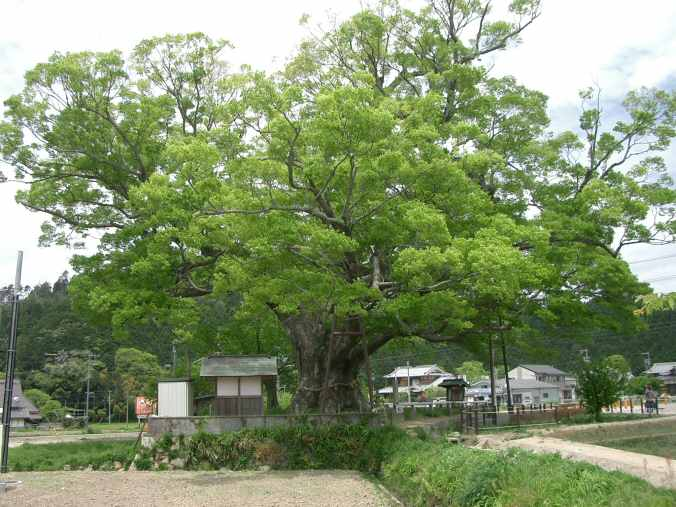
Hábito de Zelkova serrata.

A família Ulmaceae foi proposta em 1815 por Charles François Brisseau de Mirbel, na sua obra Elémens do Physiologie Végétale et de Botanique, 2, p. 905, tomando como género tipo Ulmus L., um grupo de espécies arbóreas muito comum na Europa temperada.

### Filogenia
Durante muito tempo os a família Ulmaceae consistiu apenas nas duas subfamílias Celtidoideae e Ulmoideae dentro de uma ordem Urticales. Contudo, estudos de genética molecular mostraram que as seis ou sete famílias, com mais 2600 espécies, da ordem Urticales pertenciam na realidade à ordem Rosales. Esses estudos também revelaram que a subfamília Celtidoideae, com os géneros Aphananthe, Celtis, Gironniera, Pteroceltis e Trema não forma  um grupo monofilético quando adicionados à subfamília Ulmoideae, sendo por essa razão segregados para a família Cannabaceae.
Em consequência dos resultados obtidos em estudos de filogenética atrás referidos, a ordem Rosales está dividida em três clados, aos quais não foi atribuído nível taxonómico. No agrupamento, o clado basal consiste da família Rosaceae, com outro clado agrupando 4 famílias, incluindo Elaeagnaceae, e o terceiro clado agrupando as 4 famílias que antes eram consideradas parte da ordem Urticales. Essa configuração corresponde à seguinte árvore filogenética  assente na análise cladística de sequências de DNA, na qual é patente a posição das Ulmaceae:
|  | Elaeagnaceae                                                 |
|  |                                                              |
|  | \| \| Barbeyaceae \| \| \| \| \| \| Dirachmaceae \| \| \| \| |
|  |                                                              |
|  | Barbeyaceae                                                  |
|  |                                                              |
|  | Dirachmaceae                                                 |
|  |                                                              |

|  | Barbeyaceae  |
|  |              |
|  | Dirachmaceae |
|  |              |

|  | Elaeagnaceae                                                 |
|  |                                                              |
|  | \| \| Barbeyaceae \| \| \| \| \| \| Dirachmaceae \| \| \| \| |
|  |                                                              |
|  | Barbeyaceae                                                  |
|  |                                                              |
|  | Dirachmaceae                                                 |
|  |                                                              |

|  | Barbeyaceae  |
|  |              |
|  | Dirachmaceae |
|  |              |

|  | Cannabaceae                                             |
|  |                                                         |
|  | \| \| Moraceae \| \| \| \| \| \| Urticaceae \| \| \| \| |
|  |                                                         |
|  | Moraceae                                                |
|  |                                                         |
|  | Urticaceae                                              |
|  |                                                         |

|  | Moraceae   |
|  |            |
|  | Urticaceae |
|  |            |

|  | Cannabaceae                                             |
|  |                                                         |
|  | \| \| Moraceae \| \| \| \| \| \| Urticaceae \| \| \| \| |
|  |                                                         |
|  | Moraceae                                                |
|  |                                                         |
|  | Urticaceae                                              |
|  |                                                         |

|  | Moraceae   |
|  |            |
|  | Urticaceae |
|  |            |

|  | Elaeagnaceae                                                 |
|  |                                                              |
|  | \| \| Barbeyaceae \| \| \| \| \| \| Dirachmaceae \| \| \| \| |
|  |                                                              |
|  | Barbeyaceae                                                  |
|  |                                                              |
|  | Dirachmaceae                                                 |
|  |                                                              |

|  | Barbeyaceae  |
|  |              |
|  | Dirachmaceae |
|  |              |

|  | Elaeagnaceae                                                 |
|  |                                                              |
|  | \| \| Barbeyaceae \| \| \| \| \| \| Dirachmaceae \| \| \| \| |
|  |                                                              |
|  | Barbeyaceae                                                  |
|  |                                                              |
|  | Dirachmaceae                                                 |
|  |                                                              |

|  | Barbeyaceae  |
|  |              |
|  | Dirachmaceae |
|  |              |

|  | Cannabaceae                                             |
|  |                                                         |
|  | \| \| Moraceae \| \| \| \| \| \| Urticaceae \| \| \| \| |
|  |                                                         |
|  | Moraceae                                                |
|  |                                                         |
|  | Urticaceae                                              |
|  |                                                         |

|  | Moraceae   |
|  |            |
|  | Urticaceae |
|  |            |

|  | Cannabaceae                                             |
|  |                                                         |
|  | \| \| Moraceae \| \| \| \| \| \| Urticaceae \| \| \| \| |
|  |                                                         |
|  | Moraceae                                                |
|  |                                                         |
|  | Urticaceae                                              |
|  |                                                         |

|  | Moraceae   |
|  |            |
|  | Urticaceae |
|  |            |

|  | Elaeagnaceae                                                 |
|  |                                                              |
|  | \| \| Barbeyaceae \| \| \| \| \| \| Dirachmaceae \| \| \| \| |
|  |                                                              |
|  | Barbeyaceae                                                  |
|  |                                                              |
|  | Dirachmaceae                                                 |
|  |                                                              |

|  | Barbeyaceae  |
|  |              |
|  | Dirachmaceae |
|  |              |

|  | Elaeagnaceae                                                 |
|  |                                                              |
|  | \| \| Barbeyaceae \| \| \| \| \| \| Dirachmaceae \| \| \| \| |
|  |                                                              |
|  | Barbeyaceae                                                  |
|  |                                                              |
|  | Dirachmaceae                                                 |
|  |                                                              |

|  | Barbeyaceae  |
|  |              |
|  | Dirachmaceae |
|  |              |

|  | Cannabaceae                                             |
|  |                                                         |
|  | \| \| Moraceae \| \| \| \| \| \| Urticaceae \| \| \| \| |
|  |                                                         |
|  | Moraceae                                                |
|  |                                                         |
|  | Urticaceae                                              |
|  |                                                         |

|  | Moraceae   |
|  |            |
|  | Urticaceae |
|  |            |

|  | Cannabaceae                                             |
|  |                                                         |
|  | \| \| Moraceae \| \| \| \| \| \| Urticaceae \| \| \| \| |
|  |                                                         |
|  | Moraceae                                                |
|  |                                                         |
|  | Urticaceae                                              |
|  |                                                         |

|  | Moraceae   |
|  |            |
|  | Urticaceae |
|  |            |

|  | Elaeagnaceae                                                 |
|  |                                                              |
|  | \| \| Barbeyaceae \| \| \| \| \| \| Dirachmaceae \| \| \| \| |
|  |                                                              |
|  | Barbeyaceae                                                  |
|  |                                                              |
|  | Dirachmaceae                                                 |
|  |                                                              |

|  | Barbeyaceae  |
|  |              |
|  | Dirachmaceae |
|  |              |

|  | Elaeagnaceae                                                 |
|  |                                                              |
|  | \| \| Barbeyaceae \| \| \| \| \| \| Dirachmaceae \| \| \| \| |
|  |                                                              |
|  | Barbeyaceae                                                  |
|  |                                                              |
|  | Dirachmaceae                                                 |
|  |                                                              |

|  | Barbeyaceae  |
|  |              |
|  | Dirachmaceae |
|  |              |

|  | Cannabaceae                                             |
|  |                                                         |
|  | \| \| Moraceae \| \| \| \| \| \| Urticaceae \| \| \| \| |
|  |                                                         |
|  | Moraceae                                                |
|  |                                                         |
|  | Urticaceae                                              |
|  |                                                         |

|  | Moraceae   |
|  |            |
|  | Urticaceae |
|  |            |

|  | Cannabaceae                                             |
|  |                                                         |
|  | \| \| Moraceae \| \| \| \| \| \| Urticaceae \| \| \| \| |
|  |                                                         |
|  | Moraceae                                                |
|  |                                                         |
|  | Urticaceae                                              |
|  |                                                         |

|  | Moraceae   |
|  |            |
|  | Urticaceae |
|  |            |

A aplicação das técnicas de filogenética molecular sugere as seguintes relações entre os géneros que integram as Ulmaceae:
|  | Holoptelea |
|  |            |
|  | Ampelocera |
|  |            |

|  | Hemiptelea                                        |
|  |                                                   |
|  | \| \| Zelkova \| \| \| \| \| \| Ulmus \| \| \| \| |
|  |                                                   |
|  | Zelkova                                           |
|  |                                                   |
|  | Ulmus                                             |
|  |                                                   |

|  | Zelkova |
|  |         |
|  | Ulmus   |
|  |         |

|  | Holoptelea |
|  |            |
|  | Ampelocera |
|  |            |

|  | Hemiptelea                                        |
|  |                                                   |
|  | \| \| Zelkova \| \| \| \| \| \| Ulmus \| \| \| \| |
|  |                                                   |
|  | Zelkova                                           |
|  |                                                   |
|  | Ulmus                                             |
|  |                                                   |

|  | Zelkova |
|  |         |
|  | Ulmus   |
|  |         |

|  | Holoptelea |
|  |            |
|  | Ampelocera |
|  |            |

|  | Hemiptelea                                        |
|  |                                                   |
|  | \| \| Zelkova \| \| \| \| \| \| Ulmus \| \| \| \| |
|  |                                                   |
|  | Zelkova                                           |
|  |                                                   |
|  | Ulmus                                             |
|  |                                                   |

|  | Zelkova |
|  |         |
|  | Ulmus   |
|  |         |

|  | Holoptelea |
|  |            |
|  | Ampelocera |
|  |            |

|  | Hemiptelea                                        |
|  |                                                   |
|  | \| \| Zelkova \| \| \| \| \| \| Ulmus \| \| \| \| |
|  |                                                   |
|  | Zelkova                                           |
|  |                                                   |
|  | Ulmus                                             |
|  |                                                   |

|  | Zelkova |
|  |         |
|  | Ulmus   |
|  |         |

### Sistemática
A circunscrição taxonómica da família foi por vezes mais alargada de forma a incluir o género Celtis e aliados filogeneticamente próximos, mas o resultado das análises genómicas conduzidas pelos membros do Angiosperm Phylogeny Group sugerem que aqueles géneros ficam melhor enquadrados quando inserido na família Cannabaceae. Assim, na sua presente circunscrição, a família Ulmaceae ficou restrita a 7 géneros que agrupam cerca de 45 espécies. Apesar de tradicionalmente não integrar a família, as classificações mais recentes também incluem nesta família o género Ampelocera, dado que a análise filogenética o coloca neste agrupamento.
- Ampelocera Klotzsch 1847 (12 spp.)
- Hemiptelea Planch. 1872 (1 sp.)
- Holoptelea Planch. 1848 (1 sp.)
- Phyllostylon Benth. 1880 (2 spp.)
- Planera J.F.Gmel. 1791 (1 sp.)
- Ulmus L. 1753 (40 spp.)
- Zelkova Spach 1841 (6 spp.)

Em consequência das relações filogenéticas determinadas, a família Ulmaceae passou a constituir um agrupamento monofilético com 7 géneros com cerca de 35 espécies:
- Ampelocera Klotzsch: com 3 espécies, distribuídas pelo Neotropis.
- Hemiptelea Planch.: com apenas uma espécie:
  - Hemiptelea davidii (Hance) Planch.): nativa da China e Coreia.
- Holoptelea Planch.: com 2 espécies na África.
- Phyllostylon Capan. ex Benth. & Hook. f.: com duas espécies no Neotropis do sueste da América do Norte.
- Planera J.F.Gmelin: com apenas uma espécie:
  - Planera aquatica J.F.Gmelin: nativa do sueste dos Estados Unidos.
- Ulmus L.: com 20 a 30 espécies, principalmente nativas das zonas temperadas do Hemisfério Norte: Eurásia e leste da América do Norte (até ao nordeste do México). Existem 21 espécies somente na China, 14 delas somente lá. Os frutos são sâmaras, com a semente no centro da asa. A madeira é usada, especialmente para a produção de folheados.
- Zelkova Spach: com 5 a 7 espécies, distribuídas desde o sul da Europa até ao leste da Ásia.